# سیسترسی‌ها
سیسترسی‌ها (به لاتین: Cistercenses) که گیمی (Gimey) یا راهبان سفید هم نامیده می‌شوند یکی از فرقه‌های کاتولیکی راهبان هستند که وقت خود را عمدتاً وقف عبادت، خواندن انجیل و کار می‌کنند. این فرقه در ۱۰۹۸ در فرانسه و از سوی یک اصلاحگر مذهبی به نام بندیکتینس تأسیس شد. نام این فرقه از نام روستای سیستریکوم (در فرانسوی سیتو Cîteaux) در شرق فرانسه که محل یک صومعه بود گرفته شده‌است. قدیمی‌ترین صومعه این فرقه قلم پاک (Stift Rein) نام دارد و در اتریش ایالت اشتایرمارک و نزدیک شهر گراتس (Graz) واقع است.